# Думнагуал III (король Стратклайда)
Думнагуал III (гэльск. Dumnagual III) (ум. 760) — король Альт Клута (Стратклайда) с 754 года.

## Биография
Согласно «Харлеанским генеалогиям», Дамнагуал был сыном короля Альт Клуита Теудебура.
Согласно сообщению Симеона Даремского, король пиктов Энгус мак Фергус, объединившись с англами под командованием короля Нортумбрии Эдберта, в 746 году вторгся в Альт Клут. Вначале союзникам способствовала удача. 1 августа они захватили крепость Дан-Британн и заставили бриттов заключить с ними договор. Однако 11 августа армия Энгуса и Эдберта была разбита где-то между Оуанией и Ниванбиригом. Это поражение вынудило Энгуса отказаться от всех планов по завоеванию Стратклайда. Имя короля Альт Клута не упомянуто, но считается, что в этот период мог править Думнагуал.
Согласно «Анналам Камбрии», Дамнагуал умер в 760 году, после чего Альт Клут оказался либо под пиктским, либо совместным англо-пиктским управлением. Согласно «Анналам Камбрии», около 760 (757) года произошла очередная битва при Херефорде в которой, как считается, Ноуи в союзе с правителем Поуиса Элиседом ап Гуилогом нанёс поражение армии Мерсии. Возможно, что Фернвайл также участвовал в этом разгроме мерсийцев. В той битве доблестно погиб храбрый воин Дивнуал ап Теудур, возможно тут нужно иметь в виду правителя Стратклайда Думнагуала.
Домнагуал был последним бриттским королём Альт Клута, о правлении которого упоминают исторические источники. Его ближайшие преемники, по большей части, известны только по именам.

## Брак и дети
Имя жены Дамнагуала неизвестно. Дети:
- Эугейн II (ум. 780), король Альт Клуита с 760